# (12937) Premadi
(12937) Premadi est un astéroïde de la ceinture principale.

## Description
(12937) Premadi est un astéroïde de la ceinture principale. Il fut découvert le 24 septembre 1960 à Palomar par Cornelis Johannes van Houten, Ingrid van Houten-Groeneveld et Tom Gehrels. Il présente une orbite caractérisée par un demi-grand axe de 2,62 UA, une excentricité de 0,18 et une inclinaison de 11,1° par rapport à l'écliptique.